# 2 Inowrocławski Pułk Inżynieryjny
2 Inowrocławski Pułk Inżynieryjny im. gen. Jakuba Jasińskiego (2 pinż.) – jednostka inżynieryjna Wojska Polskiego.
19 kwietnia 1957 w Pikulicach 3 batalion kolejowy przeformowany został w 2 pułk kolejowy. W 1960 pułk przeniesiony został do Inowrocławia. Podlegał Dowództwu Zgrupowania Wojsk Kolejowych i Drogowych w Modlinie. Pod koniec lat 80. XX wieku 2 pułk mostów kolejowych przeformowany został w 2 Wojskowe Zakłady Budownictwa Kolejowego. Do 31 października 1990 zakłady przeformowane zostały w 2 Pułk Mostów Kolejowych. W 1993 oddział przejął tradycje 2 Pułku Wojsk Kolejowych. W dniu 1 lipca 1995 jednostka przeformowana została na 2 pułk komunikacyjny a 2011 na 2 pułk inżynieryjny.

## Podstawowe zadania pułku
- szkolenie w zakresie planowania i urządzania przepraw z parków pontonowych, mostów składanych,
- budowa i odbudowa linii kolejowych
- gotowość do działań ratowniczych na rzecz wojska i ludności cywilnej w rejonach zagrożonych i objętych klęskami żywiołowymi.

## Struktura
Jednostki wchodzące w skład pułku:
- 1 batalion drogowo-mostowy – Dęblin
- 3 batalion inżynieryjny – Nisko
- 4 batalion inżynieryjny – Głogów

## Tradycje pułku

Symbole pułku
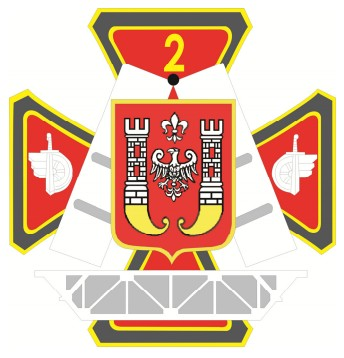
odznaka pamiątkowa
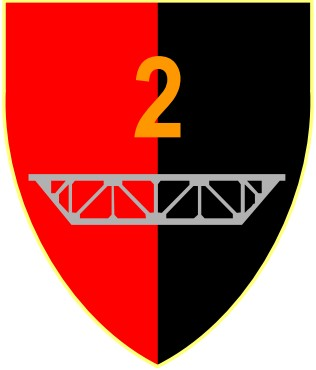
oznaka rozpoznawcza
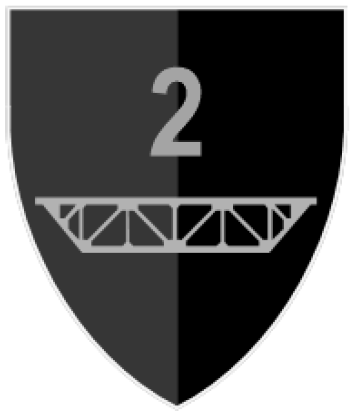
oznaka rozpoznawcza na mundur polowy (od 2021)
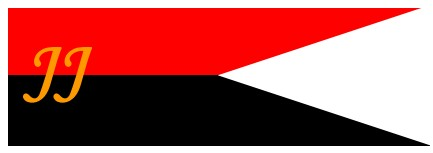
proporczyk na beret

2 pułk inżynieryjny w Inowrocławiu dziedziczy tradycje:
- Kadry Wojsk Kolejowych Nr 1: 1919–1920;
- Batalionu Zapasowego 2 Pułku Wojsk Kolejowych: 1920–1921;
- III i IV Batalionu Kolejowego: 1919–1921;
- 2 Pułku Wojsk Kolejowych: 1921–1924;
- 2 Pułku Saperów Kolejowych: 1924–1929;
- 2 Batalionu Mostów Kolejowych: 1929–1939;
- Batalionu Saperów Kolejowych 2 Korpusu Polskiego: 1942–1947;
- 4 Samodzielnego Batalionu Roboczego 1 Armii Wojska Polskiego: 1944–1946;
- 2 Pułku Kolejowego: 1957–1989;
- 2 Wojskowych Zakładów Budownictwa Kolejowego: 1989–1990
- 2 Pułku Mostów Kolejowych: 1989–1995;
- 2 Inowrocławskiego Pułku Komunikacyjnego: 1995–2011.

## Dowódcy pułku
- płk Kazimierz Wawrzynów (1957−1959)
- płk Jerzy Łysak (1959−1971)
- płk Jan Czerniak (1971−1972)
- płk Ryszard Świetlik (1972−1974)
- płk Alojzy Pacyna (1974−1978)
- płk Tadeusz Hanowski (1978−1983)
- płk Ryszard Domański (1983−1988)
- ppłk Roman Pawlak (1988−1990)
- płk Jerzy Jaremek (1990−1992)
- płk Henryk Chojnacki (1992−1996)
- płk Zbigniew Kołodziejski (1996−2002)
- płk Edward Miszczak (2002−2006)
- płk Marek Sarnowski (2006−2009)
- płk dypl. mgr inż. Artur Talik (19.09.2009−31.08.2012)
- płk Piotr Sołomonow (01.09.2012−07.10.2013)
- płk mgr inż. Marek Wawrzyniak (07.10.2013−01.12.2016)
- płk mgr inż. Bogdan Prokop (02.12.2016−15.04.2020)
- płk mgr inż. Artur Gruszczyk (16.04.2020−7.02.2025)
- płk mgr inż. Arkadiusz Syrocki (od 10.02.2025)[potrzebny przypis]